# Kanton Auchel
Kanton Auchel (francouzsky Canton d'Auchel) je francouzský kanton v departementu Pas-de-Calais v regionu Hauts-de-France. Tvoří ho 9 obcí. Před reformou kantonů 2014 ho tvořilo 10 obcí.

## Obce kantonu
od roku 2015:
- Auchel
- Calonne-Ricouart
- Camblain-Châtelain
- Cauchy-à-la-Tour
- Diéval
- Divion
- Lozinghem
- Marles-les-Mines
- Ourton

před rokem 2015:
- Ames
- Amettes
- Auchel
- Burbure
- Cauchy-a-la-Tour
- Ecquedecques
- Ferfay
- Lespesses
- Lières
- Lozinghem